# Enrique Guasteví Ibáñez

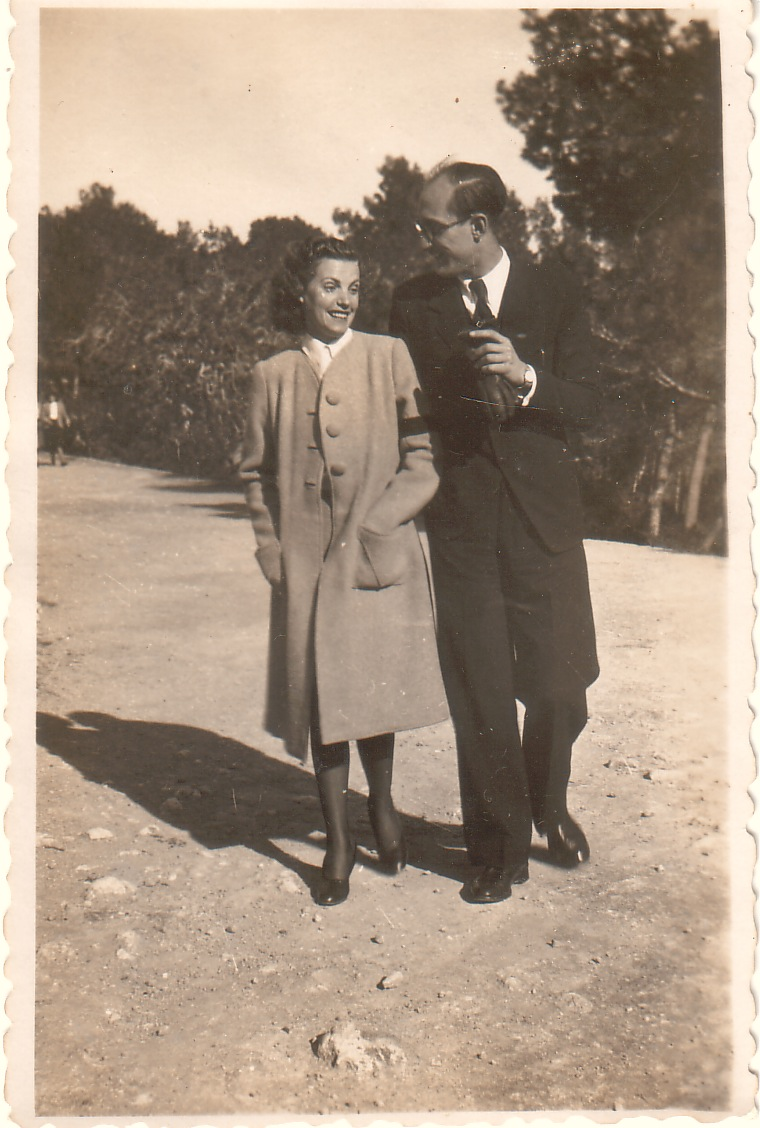
Retrat de María Ginart i Enrique Guasteví

Enrique Guasteví Ibáñez (Maó, 1918 - 1999) fou un músic menorquí.

## Biografia[1]
Net de Gaspar Ibáñez, joier d'ofici i músic aficionat (cornetí, clarinet i guitarra) i fill de na Guideta i en Diego, heretà l'ofici del seu sogre i músic (violinista), format a l'Acadèmia Mariana de San Estanislao, fou membre de la darrera generació de l'orquestra estable de les òperes al Teatre Principal de Maó en temps del mestre Bellísimo, així com del sextet que s'encarregava de tocar la música de les pel·lícules mudes del Salón Victoria.
Enrique Guasteví va estudiar primària a l'escola Fontirroig i cursà el batxillerat superior a l'antic Institut de Maó. S'inicià en la música de la mà del seu pare, Diego Guasteví, i va estudiar solfeig i violí a l'acadèmia del Sr. Ramírez, debutant a l'orquestra de l'acadèmia als onze anys, tocant una Missa del Gall a l'Església de Sant Climent. Mentre estudiava el batxillerat acabà els estudis musicals i seguí actuant en formacions de cambra i en l'orquestra de sarsueles del Teatro Consey. Tenia bona mà per al dibuix i va anar uns anys a classe amb Hernàndez Sanz. També va cursar estudis de francès, mecanografia i taquigrafia a l'Ateneu de Maó.
Fora de l'activitat musical va ser una persona activa en molts camps. En la vessant esportiva formà part, com a vocal, durant disset anys, de la junta directiva del Club Marítim de Maó (abans “Liga Marítima”). Va ser vocal de natació, capitanejant i entrenant durant un temps l'equip de natació. Com a activitat complementària va iniciar uns equips per fer competicions de waterpolo. La manca de piscina va fer que a poc a poc morissin aquestes activitats aquàtiques. També va estar molt vinculat al comitè de regates de cadets i "snipes" i fou nomenat per la federació de vela de balears “Medidor Oficial”, càrrec federatiu que ocupà més de trenta anys.
En el camp social va treballar amb el doctor Mateu Seguí, els Srs. Oleano, "Perico de Sa Tabacalera" i d'altres per a la fundació de la “Mutualidad Mahonesa” (secció mèdico-quirúrgica), establint-se als anys cinquanta amb un bon nivell dintre d'assistència soci-sanitària en l'àmbit local i amb els concerts establerts amb clíniques de Barcelona.
Al llarg de més de vint anys va ocupar, per elecció, la representació del gremi de joiers de Menorca per negociar els concerts econòmics que s'establien en aquells temps quan s'havien de liquidar els impostos amb la hisenda pública. Com a agent comercial va tenir representacions de metalls i fornitures que el manteniren molt lligat al desenvolupament de la indústria bijutera en els seus inicis. També va representar i distribuir productes de farmàcia (laboratoris “Funk” i “Diftersa” i del ram de l'alimentació “Cafés Congo”), entre altres marques.
A la mort dels seus pares va passar a regentar el comerç familiar de venda de joies (hereu de “Can Ibáñez”, més tard Joieria Guasteví), primera joieria de venda al detall i amb producció pròpia a Menorca, fundada pel seu avi, Gaspar Ibáñez.

## Dades musicals

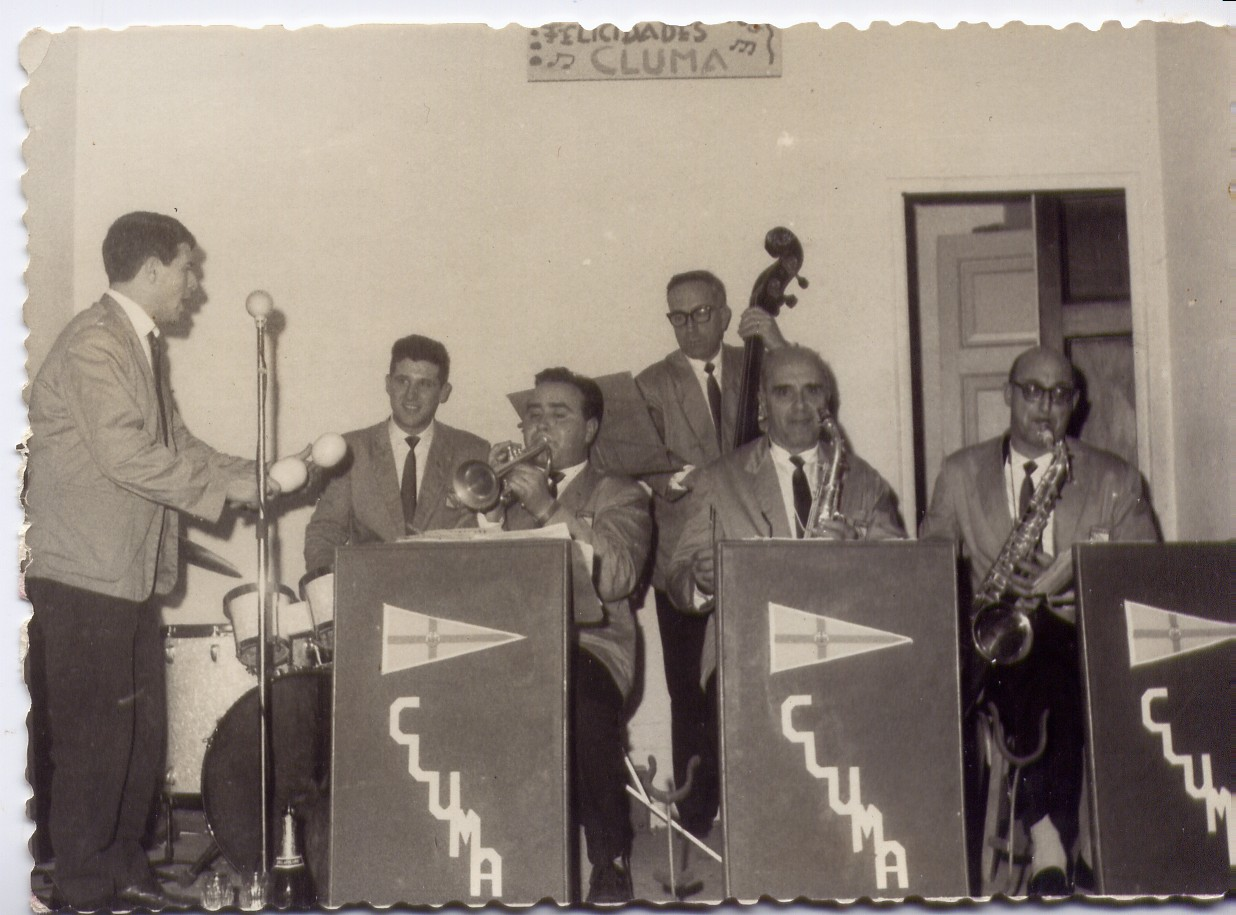
Grup Cluma, orquestra de música lleugera, Menorca

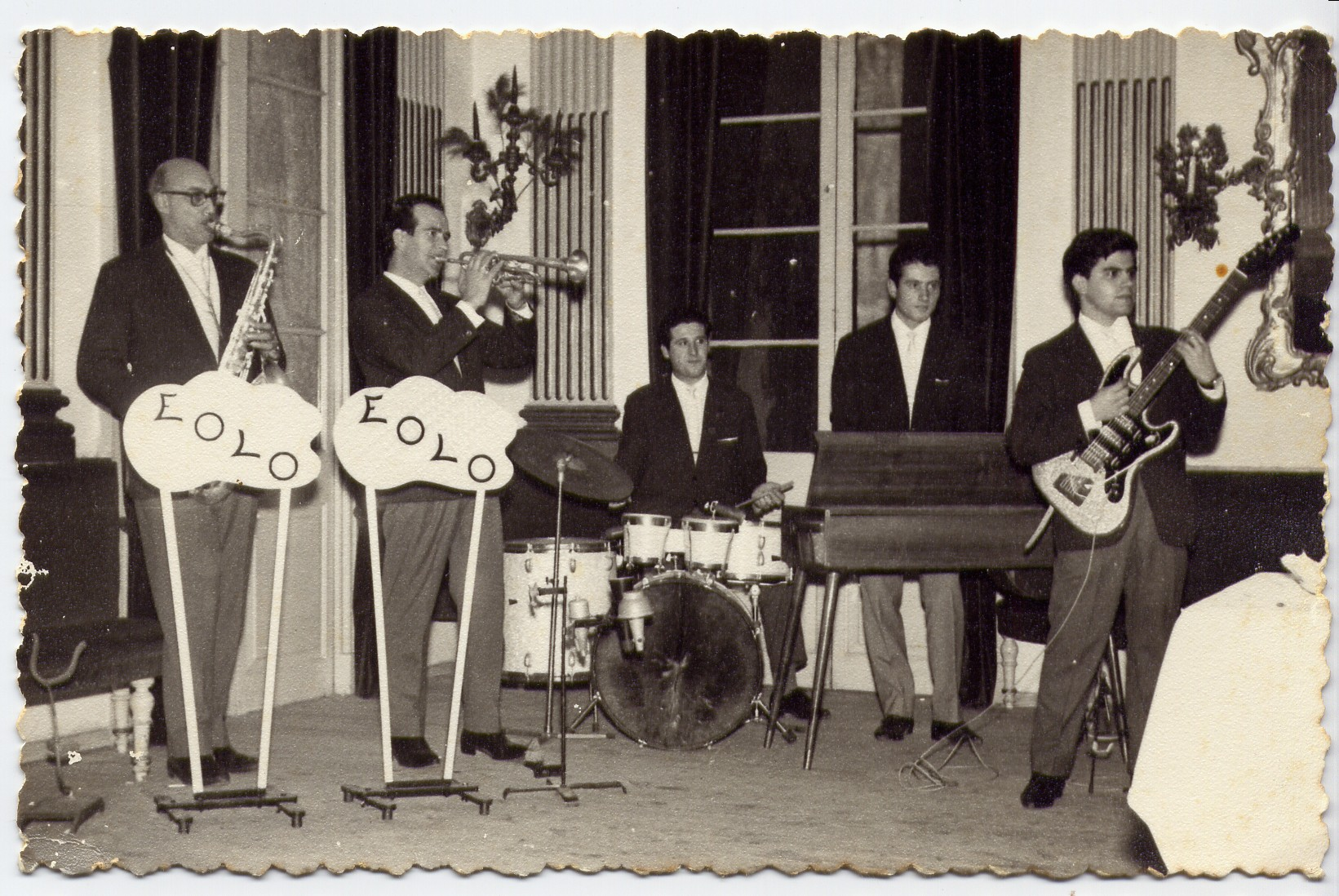
Grup Eolo, orquestra de música lleugera, Menorca

Iniciada la Guerra Civil Espanyola fou cridat a files, servint en el sector d'artilleria. Essent batxiller va ser destinat bona part del temps que va durar l'enfrontament a la bateria de Llucalari com a Milicià de Cultura. Acabada la guerra va patir les conseqüències d'haver servit al costat republicà, essent condemnat a mort en consell de guerra celebrat a Mallorca. Apel·lada la sentència li fou commutada per tres anys i un dia de presó, que va complir a Formentera, havent passat prèviament per Can Mir (després Cine Augusta) i per un batalló disciplinari construint la carretera d'Illetes. A Formentera aprofità per aplegar un petit grup de músics, que com ell complien sentència, i que tocaven música de conjunt per fer menys feixuga l'estada. Per la condició de músic era obligat a tocar a les misses dels diumenges i solemnitats.
Una volta alliberat va haver de complir tres anys de desterrament a Palma. Amb la condició d'excaptiu i, com a conseqüència, amb els drets acadèmics suspesos, va veure frustrat el seu desig d'entrar a l'Acadèmia de Marina. Però el fet va ser que tal circumstància li permeté exercir com a músic professional (l'única època de la seva vida). De la mà de coneguts a Mallorca i precedit de la bona opinió que es tenia del músics menorquins, va entrar a l'Orquesta Filharmònica de Mallorca com a violinista, per recomanació del mestre Oliver. Durant els primers assajos ocupà el darrer faristol, però abans del primer concert el director ja l'havia designat ajudant de concertino. Al mateix temps va formar part de l'orquestra d'òpera del Teatro Lírico.
Compaginava la feina de violinista anant a les nits a tocar música lleugera amb l'orquestrina dels "Germans Salamanca”, va aprendre el saxòfon i el clarinet (no s'admetien músics que no toquessin almenys tres instruments), amenitzant les vetllades del Círculo Mallorquín a la "Sala de ses Cariàtides" (avui dia, sala de plens del Parlament Balear) i a la sala de ball Casablanca, alternant amb suplències a les orquestres “Bolero” i “Los Siete de Palma” de Bonet de San Pedro.
Durant aquesta estada a Mallorca conegué a Maria Ginart (padrina de guerra) amb qui es casaria l'any 1944, establint-se poc temps després a Menorca definitivament. Com la majoria de músics d'aquell temps, es trobaren que no hi havia cap formació estable a l'illa fora de les músiques militars, així que es va fer representant de comerç, sense deixar mai d'exercir de músic tota la seva vida.
Una de les primeres activitats a Menorca fou la de fundar, amb un grup de companys músics, l'Acadèmia Santa Cecília amb seu al Palau Oliver (després "Muebles Victory"). No fou mai reconeguda oficialment però cada curs es desplaçava un tribunal des del Conservatori de Mallorca i examinaven els alumnes menorquins. En aquest temps es formaren bona part dels músics que més tard prendrien el relleu de l'ensenyament com són Marlén Coll, Antònia Mus, Mª Luisa Clar, Maria Quintana i el més notable dels seus alumnes, Ramón Coll.
Com a vocal de la junta directiva de Sa Lliga (Club Marítimo de Mahón) es va encarregar d'organitzar i dirigir l'orquestra lleugera que durant molts anys va amenitzar les revetlles que aquesta societat feia al llarg de l'any. Sota el seu patrocini va incorporar per primer cop a Menorca una vocalista femenina a una orquestra lleugera. Quan els músics militars foren destinats fora de l'illa, i es quedaren sense músics de vent, Enrique Guasteví acabà per formar part activa de l'orquestra com a saxofonista.
De la mà dels germans Albertí va entrar en el cercle de la música de cambra anant cada setmana a fer lectures a Es Pla des Monestir. Aviat, per manca d'instrumentistes, va passar a tocar la viola. A partir d'aquest moment (1949) va quedar vinculat al Grup Filharmònic de l'Ateneu de Maó, amb el que va col·laborar fins a l'any 1997. Una altra activitat cambrística va ser la de formar part del quartet que setmanalment oferia un concert als estudis de “Radio Menorca” i que era retransmès en directe per l'emissora de ràdio local.
A finals dels anys quaranta va col·laborar molt activament amb el mestre José Mª Taltavull i el Sr. Rosendo Gisbert Calderón per a fundar l'"Orquesta Sinfónica de Mahón"'. Ocupà el faristol de viola solista i també tingué cura de l'arxiu musical i la secretaria d'aquesta formació. Al mateix temps va mantenir una molt bona relació musical i d'amistat personal amb el mossèn (i gran músic) Sr. Salord, primer director de la Capella Davídica de la Catedral de Menorca. Va col·laborar en pràcticament totes les manifestacions líriques que es feren a Menorca al llarg de tots els anys que va estar actiu. És anecdòtic el fet que essent maonès fou el músic que més anys va tocar de forma continuada la sarsuela ciutadallenca per excel·lència “Foc i fum” de Joan Benejam i Vives; ho va fer duran 32 anys seguits.
També va estar vinculat a l'Orfeón Mahonés sempre que se'l va necessitar. Col·laborant amb el Pare Petrus (fundador de la "Capilla Absunta"), l'Hemano Antonio (director de la "Escolania de La Salle" i "Orquesta i Coro de Capilla del Carmen", amb el pare Guiem Coll (director de la "Capilla Villacarlina" i més tard successor del Sr. Salord a Ciutadella), en Llorenç Piris, director de nombrosos muntatges lírics a Alaior i Antón Aguiló a Ciutadella, i molts altres. El darrer va ser organitzar el grup de músics locals que tocaven a la primerta etapa de les Setmanes d'Òpera.
Dins el camp de la música de ball va organitzar i formà part de diferents orquestrines ("Orquesta Cluma", "Conjunto Eolo"), esent la temporada més sonada la que va ser titular de la sala de festes “Sa Tanca” a Sant Lluis, quan fou inaugurada amb l'actuació de Gloria Lasso i un seguit de primeres figures del moment.
Com a director es va estrenar a requeriment del Centre Cultural d'Es Castell per organitzar i dirigir alguns anys el Deixem lo Dol (1963 i altres). També, per encàrrec de l'alcalde Biel Seguí organitzà diferents xarangues (d'una quinzena de músics) per amenitzar les festes patronals de Maó i actuar a les processons del Corpus i del Divendres Sant, quan ja havia desaparegut la Banda Municipal.
Una comissió de l'Ajuntament d'Alaior el va visitar per consultar com es podia dur a terme una idea nova per ses festes de Sant Llorenç. Acabada la reunió s'havia decidit a crear el primer “Festival de la Canción Menorquina”. Se li va encomanar l'organització i direcció musical. Ajuntà una orquestra de vint músics i l'esdeveniment fou tot un èxit que encara es recorda.
A principis dels anys setanta i després de dos intents frustrats amb els mestres Deseado Mercdal (en aquell moment mestre municipal de música a Maó) i Jaume Calafat, l'alcalde Rafel Timoner li va encomanar la refundació de la Banda Municipal. Començà amb vint-i-un músics i als sis anys va consolidar una plantilla de trenta-tres, amb un resultat artístic més que acceptable promovent, al marge de qualsevol escola, la incorporació de quasi una vintena de nous músics joves i aconseguint que gent que havia deixat de tocar feia molt temps tornés a estudiar per incorporar-se a la banda. La seva etapa de direcció durà disset anys, acabant quan la salut no li va permetre mantenir l'activitat.
Cal destacar també que, per primera vegada a Menorca, es van incorporar -gràcies a ell- dones com a instrumentistes de vent a la banda.
Juntament amb en Jaume Calafat i na Marlén Coll, atenent una proposta de Salvador Castelló, que presidia Joventuts Musicals de Maó, va fundar una nova Acadèmia de Música, que anys després es convertiria en el Conservatori Professional de Música de Balears, gràcies a les gestions del Sr. Andreu Murillo, aleshores conseller. És a partir d'aquell moment que, per primer cop a la història, hi ha formació professional de música a Menorca.
Ja jubilat, va dirigir uns quants anys la coral i agrupació musical de Sa casa d'es Poble, club de la tercera edat.